# IC 1936
IC 1936 ist eine Spiralgalaxie vom Hubble-Typ S im Sternbild Pendeluhr am Südsternhimmel, sie ist schätzungsweise 526 Millionen Lichtjahre von der Milchstraße entfernt.
Entdeckt wurde das Objekt am 14. Oktober 1898 vom US-amerikanischen Astronomen DeLisle Stewart.